# Lakshmantirta
Lakshmantirtha és un riu de l'Índia afluent del Kaveri a Karnataka. Neix a les muntanyes Brahmagiri prop de Kurchi, a la frontera sud de Coorg i corre cap al nord-est arribant al Cauvery al darrere de Sagarkatte, després d'un curs de 112 km. Porta aigua tot l'any i hi ha diverses rescloses al seu curs de les que surten canals de reg, destacant la d'Hanagod. A les muntanyes Brahmagiri forma una espectacular cascada i el lloc és objecte de devoció dels hindús.